# Kalliroi Parren
Kallirhoe Parren ( en griego: Καλλιρρόη Παρρέν)  (Rethymno,Creta 1861-Atenas,15 de enero de 1940) lanzó el movimiento feminista en Grecia y fue periodista y escritora a finales del siglo XIX y principios del XX.

## Biografía
Nacida en Rétino, Creta, en una familia de clase media, Parren terminó su educación primaria en la escuela de monjas en El Pireo, después estudió en la mejor escuela para niñas de Atenas y en 1878 se graduó de la Escuela Arsakeion para formación de profesorado. Era muy inteligente y sabía muchos idiomas, incluidos ruso, francés, italiano e inglés. Fue invitada a Odesa, donde trabajó durante dos años dirigiendo la escuela comunitaria griega para niñas. Durante varios años también a Adrianópolis  para dirigir la Escuela Zapeion para la comunidad griega. Finalmente se instaló en Atenas con su esposo, un periodista francés llamado Jean Parren, que estableció la agencia de prensa francesa en Constantinopla.

### Fundación del "diario de la mujer"
Desde Atenas, lanzó el movimiento feminista en Grecia con la fundación de un periódico, Ephemeris ton kyrion ( Ladies 'Journal ), en 1887. Fue una publicación dirigida íntegramente por mujeres y apareció inicialmente con 8 páginas y semanalmente hasta 1908 que cambió a bimensual y se extendió hasta principios de 1916. Tenía una forma de comunicarse con la gente que le permitió convencer a todas las escritoras famosas de su tiempo para que contribuyesen a su artículo, incluso si esas escritoras pensaban que ellas mismas eran feministas. El periódico finalmente dejó de publicarse en 1917 cuando la administración de Eleftherios Venizelos exilió a Parren a la isla de Hydra porque se opuso a la participación de Grecia en la Primera Guerra Mundial del lado de la Triple Entente.

### Iniciativas
Mientras aún estaba en Atenas trabajó en estrecha colaboración con el movimiento de mujeres europeo y estadounidense y representó al periódico en las conferencias internacionales celebradas en París en los años 1888, 1889, 1896, 1900 y en 1893 cuando se celebró en Chicago. Aunque Parren luchó por los derechos de las mujeres, en lugar de centrarse en el sufragio femenino se centró principalmente en las oportunidades educativas y el empleo y lo hizo  con fines tácticos, no quería presionar demasiado y obtener nada, sino construir una base sólida para que las mujeres votantes un día fueran más fácilmente aceptadas. En 1908, gracias a sus inmensos esfuerzos, se fundó el Ethniko Symvoulio ton Ellinidon (Consejo Nacional de Mujeres Griegas) afiliado al Consejo Internacional de Mujeres.
Entre los años 1890 y 1896 fundó varias organizaciones de bienestar para mujeres como la Escuela Dominical, Asilo de Sainte Catherine y The Soup Kitchen. En 1900 pudo lograr la protección estatal de las condiciones laborales de los menores y las mujeres a través de un llamamiento al ministro Theodoros Deligiannis. Un informe sobre la emancipación de las mujeres en la Grecia del siglo XIX afirma que a medida que los griegos perseguían el nacionalismo a las mujeres se les asignó un papel de civilización helenista. A Parren se le atribuye la expansión de este papel para las mujeres al llamarlas, a través de su periódico, a ser más activas en términos de patriotismo.
En 1896, Parren fundó la Unión de Mujeres Griegas que participó activamente en la recaudación de fondos, la confección de uniformes para los soldados y la formación del personal médico para la breve guerra greco-turca de 1897. Además en 1911 fundó el Lyceum Club of Greek Women  con el fin de luchar contra diversas formas de injusticia en la sociedad griega, y el cabildeo exitoso para la admisión de mujeres en la Universidad de Atenas. Parren también escribió Historia de las mujeres griegas desde 1650 hasta 1860 (en griego ).
Parren fue una de los miembros fundadores de la Pequeña Entente de Mujeres, que se creó en 1923 para unir a las mujeres de toda la Península Balcánica. Trabajó como presidenta de la rama griega de la Liga Internacional de Mujeres por la Paz y la Libertad en el período de entreguerras.

### Salón literario
Además de todas esas iniciativas, también dirigió un salón literario conocido como "sábados literarios". Amiga de Juliette Adam, Gavriilidis, Jules Simon, Xenopoulos y el poeta Kostis Palamas .  que  escribió un famoso poema sobre ella. Era una buena amiga tanto de mujeres como de hombres en sus círculos literarios, pero si alguna vez sentía que alguien amenazaba sus intereses feministas, la atacaría temiblemente. Uno de esos casos sucedió con Roldis, el padre de la crítica literaria griega, quien provocó la famosa "querelae sobre las escritoras" en 1893. El argumento alimentó a la prensa ateniense durante meses.

## Novelas
Además de publicar su periódico y dirigir el salón, también produjo algunas novelas. Se publicaron por primera vez en el periódico de mujeres con el seudónimo de Maia . La respuesta de la audiencia femenina fue muy entusiasta. 
Sus primeras novelas se publicaron en tres volúmenes:
1. I Hirafetimeni (1900)(La mujer emancipada )
2. I Mayissa (1901)(La encantadora )
3. To Neon Symvoleon (1902) (El nuevo contrato).

Juntos, estos libros forman una trilogía llamada Ta Vivlia tis Avyis ( Los libros del amanecer ) y trataban sobre la lucha de las mujeres griegas hacia la realización personal y la emancipación.  La trilogía fue bien recibida y los críticos Grigorios Xenopoulos y Kostís Palamás hablaron de ella como una contribución generosa al desarrollo de la novela social griega. En 1907, esta saga alcanzó un nuevo nivel de popularidad cuando se adaptó a una obra de teatro llamada Nea Yineka (Mujer nueva), protagonizada por Marika Kotopouli, una de las actrices dramáticas más famosas del siglo XX.
Además de esta famosa trilogía, Parren también publicó: 
- To Maramenon Krinon ( The Faded Lily )

- Horis Onoma ( Without a Name ), que lamentablemente se ha perdido desde su creación inicial.

### Muerte
- Parren murió en Atenas el 15 de enero de 1940.

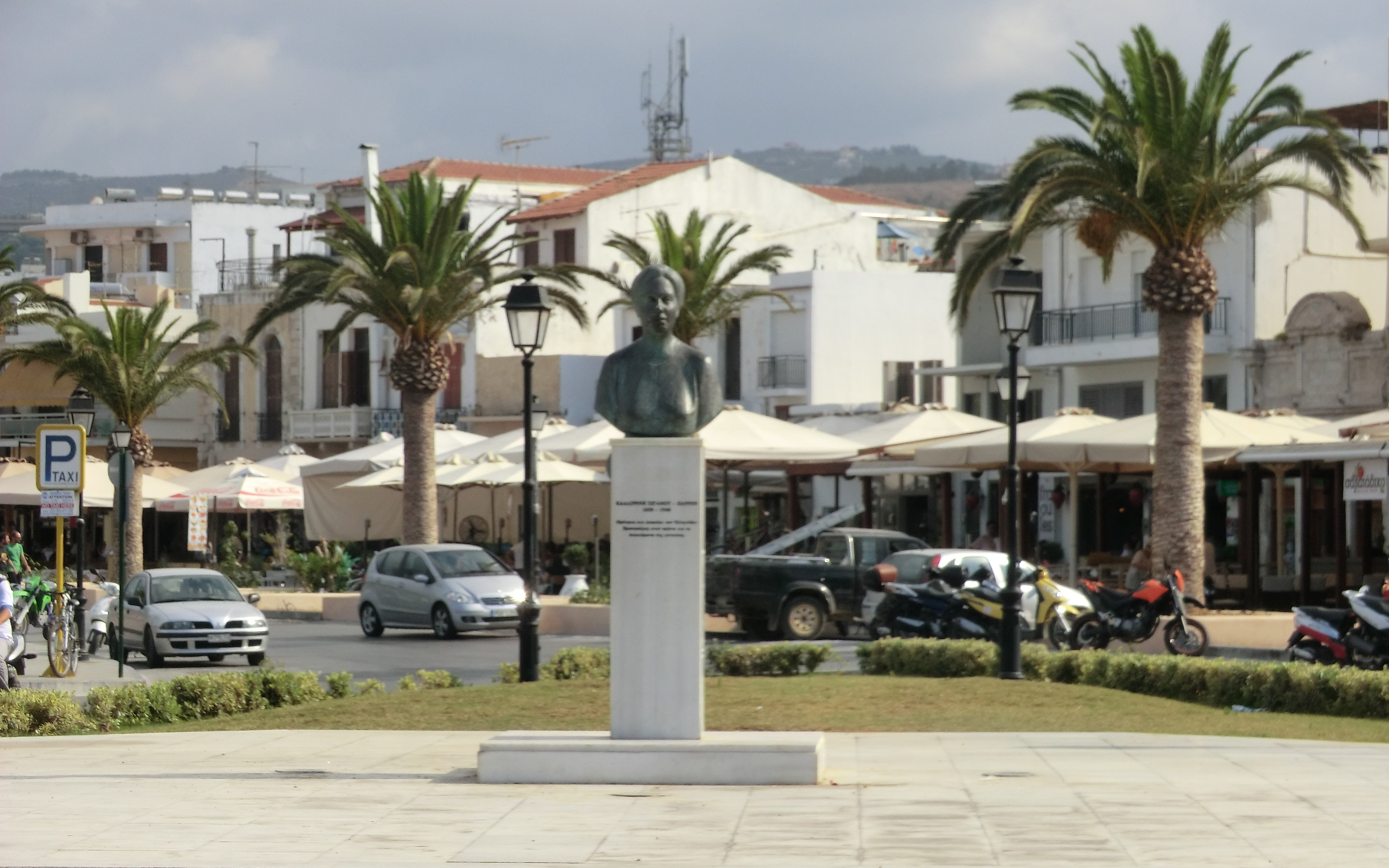
Busto de Kalliroi Parren en Réthymnon